# American Born Chinese
American Born Chinese är en amerikansk actionkomediserie som hade premiär på strömningstjänsten Disney+ den 24 maj 2023. Första säsongen består av åtta avsnitt. Serien är regisserad av Lucy Liu och Destin Daniel Cretton, som baseras på en grafisk roman av Gene Luen Yang.

## Handling
Serien kretsar kring en tonårig student, Jin Wang, som kämpar med skolan och hemmalivet. När en ny utbytesstudent anländer till skolan dras han in i en kamp mellan kinesiska gudar.

## Roller i urval
- Michelle Yeoh - Guanyin
- Ben Wang - Jin Wang
- Yeo Yann Yann - Christine Wang
- Chin Han - Simon Wang
- Daniel Wu - Sun Wukong
- Ke Huy Quan - Freddy Wong

- Stephanie Hsu - Shiji Niangniang
- James Hong - Jade Emperor
- Lisa Lu - Ni Yang